# Gastrolobium rigidum
Gastrolobium rigidum là một loài thực vật có hoa trong họ Đậu. Loài này được (C.A.Gardner) Crisp miêu tả khoa học đầu tiên.